# سعيد سالم
سعيد بن سالم (22 يوليو 1962) ممثل إماراتي بدأ حياته الفنية بأدوار صغيرة خلال التلفزيون والمسرح حتى قدمه الفنان عبد الحسين عبد الرضا بشخصية عيد بن شاكر في مسلسل الحيالة عام 2003 واشتهر بتلك الشخصية واستمر بالعمل الفني بأدوار أكبر بعض الشيء.

## أعماله الفنية[4]

### في التلفزيون
| سنة الإنتاج | اسم المسلسل                | الشخصية     |
| ----------- | -------------------------- | ----------- |
| 1993        | صواري الليل                | ضيف شرف     |
| 1995        | الحيتان                    |             |
| 1996        | مرمر زماني                 | الدلال      |
| 1996        | سفينة الأحلام              | خطاف        |
| 1998        | سوالف الدار                |             |
| 1999        | حاير طاير - الجزء الأول    |             |
| 2000        | حاير طاير - الجزء الثاني   | ضيف الحلقات |
| 2001        | حاير طاير - الجزء الثالث   |             |
| 2003        | الحيالة                    | عيد بن شاكر |
| 2004        | وبعد                       | ضيف شرف     |
| 2005        | زينة الحياة                |             |
| 2008        | غنيمة والذيب - مسلسل إذاعي | محمد        |
| 2008        | حاير طاير - الجزء الخامس   |             |
| 2008        | الداية                     | أبو صالح    |
| 2012        | الفلتة 2                   | ضيف شرف     |
| 2013        | زمن لول                    | ضاعن        |
| 2013        | أبو الملايين               | ضيف شرف     |
| 2014        | خالي وصل                   | أبو نورة    |
| 2014        | حبة رمل                    | ناصر        |
| 2015        | طربان                      |             |
| 2015        | الفصلة                     | ضيف الحلقات |
| 2016        | حريم بو سلطان              | عبدالعزيز   |
| 2017        | سليفي 3                    |             |
| 2019        | أيامنا حلوة - مسلسل إذاعي  |             |
| 2019        | الطواش                     |             |
| 2020        | بنت صوغان                  | بن طرثوث    |

### في المسرح
| سنه الإنتاج | المسرحية              | الشخصية |
| ----------- | --------------------- | ------- |
| 1988        | حكاية لم تروها شهرزاد |         |
| 1995        | شمبريش                |         |
| 2013        | عنق الزجاجة           |         |

### في السينما
| سنه الإنتاج | الفيلم         | الشخصية |
| ----------- | -------------- | ------- |
| 2004        | شباب كول       |         |
| 2016        | ضحي في أبو ظبي |         |

## وصلات خارجية
- سعيد سالم على موقع قاعدة بيانات الأفلام العربية
- صفحة الممثل في قاعدة بيانات الأفلام العربية